# Roberto Larraz
Roberto Larraz, född 29 augusti 1898 i Buenos Aires, död 27 november 1978 i Buenos Aires, var en argentinsk fäktare.
Larraz blev olympisk bronsmedaljör i florett vid sommarspelen 1928 i Amsterdam.